# Lijst van balletten
Dit is een lijst van balletten op alfabet per componist gesorteerd.
Werken met een sterretje zijn nog steeds 'gangbaar' en worden vrij geregeld gespeeld maar in het laatste decennium worden herhaaldelijk partituren die eeuwen onder het stof hebben gelegen toch weer eens uit de kast gehaald en opgevoerd in concertante vorm of als ballet.

## Komei Abe
- Jungle Drum

## Jean Absil
- Le miracle de Pan, opus 71 (1949)
- Les Météors opus 77 (1951)
- Petites polyphonies, opus 128 (1966)

## Adolphe Adam
- La Fille du Danube. Ballet-pantomime in 2 aktes en 4 tableaux, 1836
- Les Mohicans. Ballet in 2 aktes, 1837
- L'Écumeur des mer. Ballet-pantomime in 2 aktes, 5 tableaux, 1840
- Die Hamadryaden. Opera-ballet in 2 aktes, 4 tableaux, 1840
- Giselle ou les Wilis. Ballet-pantomime in 2 aktes, 1841
- La jolie Fille de Gand. Ballet-pantomime in 3 aktes, 9 tableaux, 1842
- Le Diable à Quatre. Ballet-pantomime in 2 aktes, 4 tableaux, 1845
- La Fille de marbre. Ballet in 3 aktes, 6 tableaux, 1845
- Griseldis, ou Les Cinq Sens. Ballet-pantomime in 3 aktes, 5 tableaux, 1848
- Le Filleule des fées. Ballet-féerie in 3 aktes, 7 tableaux (gecomponeerd in samenwerking met Alfred de Clémenceau de Saint-Julien), 1846
- Orfa. Ballet-pantomime in 2 aktes, 1852
- Le Corsaire. Ballet-pantomime in 3 aktes, 5 tableaux, 1856

## Leslie Adams
- A Kiss in Xanadu (1954)

## Helen Adie
- King's Cross (Calamity at Court)

## André Amellér
- La Légende du Rhin, opus 45 (1949)
- Danse de Séléné, opus 42 (1955)

## Jurriaan Andriessen
- Les otaries ("The seals") (1951)
- De canapé (1953)
- Das Goldfischglas

## George Antheil
- Capital of the world

## Malcolm Arnold
- Homage to the Queen, Op. 42, 1953
- Rinaldo and Armida, Op. 49, 1954
- Solitaire, 1956; gebaseerd op het orkestwerk English Dances
- Sweeney Todd, Op. 68, 1959
- Electra, Op. 79, 1963
- The Three Musketeers, 2006; arrangement van meerdere muziekstukken van de componist door John Langstaff

## Perfecto Artola Prats
- Caín y Abel (1973)

## Kurt Atterberg
- De fåvitska jungfrurna - naar Matthäus 25:1-13 (1920)

## Sven-Erik Bäck
- Ikaros (1963)
- Movements (1965)
- Genom jorden genom havet [Door de aarde door het meer] (1972)
- Amedée (1983)

## Leonardo Balada
- Triángulo (1965)
- La casa (1965)

## Krešimir Baranović
- Svatovac (Bruiloftsdans) (1922)
- Licitarsko Srce (Het peperkoeken hart) (1924)
- Imbrek z Nosom (Imbrek met de neus) (1953)
- Kineska Priča (Chinees sprookje) (1953)

## Samuel Barber
- Medea (1946)
- Souvenirs, op.28

## Béla Bartók
- De houten prins (1914–1916) (dansspel)
- De wonderbaarlijke mandarijn (1918–1919) (pantomimisch ballet)

## Leonid Bashmakov
- Tumma (1975-1976)

## Josef Bayer
- Wiener Walzer (1885)
- Die Puppenfee (1888)
- Sonne und Erde (1889)
- Ein Tanz-Märchen (1890)
- Der Kinder Weihnachtstraum (1890)
- Rouge et noir (1891)
- Die Welt in Bild und Tanz (1892)
- Columbia (1893)
- Rund um Wien (1894)
- Die Braut von Korea (1897)
- Das Bilderbuch (1909)
- Heimat (1909)
- Nippes (1911)

## Natanael Berg
- De vrijers van de hertogin (1922)

## Lennox Berkeley
- The Judgement of Paris (1938)

## Leonard Bernstein
- Fancy free (1944)
- Facsimile (1946)
- Wonderful town
- The Dybbuk (1974)

## Henri Montan Berton
- L’enlèvement des Sabines (1811)
- L’enfant prodigue (1812)
- L’heureux retour (1815)
- Les Dieux rivaux ou Les Fêtes de Cythère (1816)

## Boris Blacher
- Fest im Süden (1935)
- Harlekinade (1939)
- Das Zauberbuch von Erzerum (1942)
- Chiarina (1946)
- Hamlet (1949)
- Lysistrata (1950)
- Der Moor von Venedig (1955)
- Demeter (1963)
- Tristan (1965)

## Eduard de Boer
- Magic Mountain (1984-1986; rev.1996)

## Elliot Del Borgo
- Drum Taps
- The Legend of Barbara Allen

## Roger Boutry
- Le Rosaire des joies
- Passacaille et danse profane
- Chaka

## Gavin Bryars
- Sidescraper (1980)
- Sixteen (1981)
- Grey Windows (1983)
- Four Elements (1990)
- Wonderlawn (1994)
- "2" (La La La Human Steps) (1995)
- Biped (1999)
- Amjad (2007)

## Gaston Brenta
- Zo'har (1928)
- Florilège de valses (1947)
- Le Bal chez la Lorette (1954)
- Candide (1955)

### Henri Büsser
- La ronde des saisons (1905)

## Jarmil Burghauser
- Honza a Bert (Johny and the Devil) (1954)
- Sluha dvou panu - De knecht van twee meesters (1957)
- Tristram a Izalda (1969)

## Giuseppe Maria Gioacchino Cambini
- Les Romans (1776)

## Charles Simon Catel
- Alexandre chez Apelles (1808)

## Aram Chatsjatoerjan
- Shchast'ye (= Het Geluk, 1939)
- Gajaneh (1942, herz. 1952 en 1957)
- Spartacus (1954, herz. 1968)

## Carlos Chávez
- El fuego nuevo - ballet azteca (1921)
- Los cuatro sole - ballet indígena (1925)
- Caballos de vapor (Horsepower) - sinfonía de baile (1926)
- La hija de Cólquide (1943)
- Pirámide (1968)

## Loris Ohannes Chobanian
- The Gift- A Christmas Ballet (1977)

## Frédéric Chopin
- Les Sylphides
- La Dame aux Camélias

## Tichon Chrennikov
- «Наш двор» Naš dvor (Onze hof) (1969-1970)
- «Любовью за любовь» "Ljuboc'ju za ljubov'" (Liefde voor liefde) (1976)
- «Гусарская баллада» Gusarskaja ballada (Ballade van de huzaar) (1978)
- «Наполеон Бонапарт» Napoléon Bonaparte (1994)
- «Капитанская дочка» Kapitanskaja dočka (De dochter van de kapitein) (1999)

## August Conradi
- Das Blumenmädchen in Elsass (1847)

## Peggy Stuart Coolidge
- Cracked Ice (1937)
- Evening in New Orleans (1965)

## Aaron Copland
- Grogh (1922-1925)
- Hear ye! Hear ye! (1934)
- Billy the Kid (1938)
- Rodeo or The Courting at Burnt Ranch (1942)
- Appalachian Spring (1943-1944)
- Dance panels (1959)

## Ikuma Dan
- Futari Shizuka (1961)
- Master Flute Player (1989)

## August De Boeck
- Cendrillon (1895)
- La Phalène (1896)
- La Tentation du Poète (1929)

## Claude Debussy
- Prélude à l'après-midi d'un faune
- Car Men

## René Defossez
- Floriante (1942)
- Le rêve de l'astronome (1950)
- Lilian (1957)
- Le Pêcheur et son âme (1965)
- Le Regard (1970-1971)
- Galop Tzigane
- La mille et unieme nuit
- Les Ciboules
- Les Mousquets

## Léo Delibes
- La source, ou Naila in 3 aktes, 1866
- Coppélia, ou La fille aux yeux d’émail in 2 aktes, 1870
- Sylvia, ou La nymphe de Diane in 3 aktes, 1876

## Norman Dello Joio
- On Stage, ook: Kidd's On Stage! (1945)
- Diversion of Angels (1948)

## Prosper-Didier Deshayes
- Delie (1787)

## Paul Dukas
- La Péri

## Klaus Egge
- Fanitullen (1950)

## Werner Egk
- Joan van Zarissa (1939)
- Abraxas (1948)
- Ein Sommertag (1950)
- Die chinesische Nachtigall (1953)
- Danza (1960)

## Gottfried von Einem
- Prinzessin Turandot (1944)
- Medusa (1957)

## Fikrət Əmirov
- Nizami (1947)
- Nasimi dastani (Een sprookje voor Nasimi) (1969)
- 1001 Nachten (ook bekend als De Arabische Nachten) (1979)

## Gabriel Fauré
- Masques et bergamasques (1919)

## FreiherrFriedrich von Flotow
- Lady Henriette (1844)
- Die Libelle (1856)
- Die Gruppe der Thetis (1858)
- Der Tannkönig (1861)

## José María Franco Ribate
- Las cuatro estaciones

## Carlos Franzetti
- Tango fatal (1997)

## Géza Frid
- Luctor et emergo (1953)
- Euridice (1961)

## Hiroyuki Fujikake
- Ah! Nomugi Toge (1988)

## Blas Galindo
- La Manda (1951)

## Jesús García Leoz
- La zapatera y el embozado

## Ramón García Soler
- (Dansa-Fanfarria) (1993)

## Harald Genzmer
- Der Zauberspiegel (1965)

## Luis Gianneo
- El Retorno (1962)

## Paul Gilson
- La Captive (1896-1900)
- Les Deux Bossus (1910-1921)
- Daphne

## Alberto Ginastera
- Panambi (1934-1936)
- Estancia (1941)

## Werner Wolf Glaser
- Persefone (1960)
- Les cinq pas de l'homme (1973)

## Aleksandr Glazoenov
- Raymonda (1896-1897)
- Ruses d'amour (1898)
- De jaargetijden (1900)

## Reinhold Glière
- Chrisis (1912)
- Comedians (1922)
- Kleopatra (1925)
- De klaproos (1926-1927)
- The Bronze Horseman (1948-1949)
- Taras Bulba (1951-1952)

## Christoph Willibald Gluck
- Don Juan of Le festin de Pierre (1761, scenario G. Angiolini)
- Alexandre (1765)
- Semiramis (1765)

## François-Joseph Gossec
- Annette et Lubin (1778)
- La fête de Mirza (1781)
- Les Scythes enchaînés (1781)

## Ida Gotkovsky
- Rien ne va plus (1968)
- Le Cirque (1972)

## Morton Gould
- Interplay (American Concertette) (1945)
- Fall River Legend (1947)
- I'm Old Fashioned, Astaire Variations (1983)
- Audubon (Birds of America) (1969/1983)

## Manolo Gracia
- La maja del Jueves Santo (1948)

## Mozart Camargo Guarnieri
- Cangaceira

## Carlos Guastavino
- Fue Una Vez... (1942)

## Manos Hadzidakis
- Marsyas (1950)
- The Accursed Serpent (1951)
- Six Folklore Paintings (1951)
- Solitude (1958)
- Birds of Aristophanes (1965)
- Jean Cocteau et la dance (1972)
- Dionysos (1988)
- The Ballads of Athena Street (1993)

## Reynaldo Hahn
- Fin d'amour (1892)
- La fête chez Thérèse (1910)
- Le dieu bleu (1911)
- Le bois sacré (1912)
- Aux bosquets d'Italie (1937-1938)

## Jan Hanuš
- Sůl nad zlato (1952-1953)
- Othello (1955-1956)

## Hans Werner Henze
- Undine (1956–1957)
- Orpheus (1978)

## Gustav Holst
- The Lure (1921)
- The Golden Goose (1926)
- The Morning of the Year (1926-1927)

## Arthur Honegger
- Le Dit des Jeux du Monde (1918)
- Vérité-mensogne (1920)
- Fantasio (1922)
- Roses de métal (1928)
- Amphion (1929)
- Sémiramis (1933/34)
- Le Cantique des Cantiques (1936/37)
- Un oiseau blanc s'est envolé (1937)
- La naissance des couleurs (1940)
- Le mangeur de rêves (1941)
- L'Appel de la Montagne (1943)
- Shota rustaveli (L'homme à la peau de léopard) (1946)
- De la musique (1950)

## Johann Nepomuk Hummel
- Hélène et Paris (Helena en Paris) (1807)
- Das belebte Gemälde (1809)
- Quintuor des Negares du ballet Paul et Virginie (1809)
- Drei Stücke für ein Ballett oder eine Pantomime (1810)
- Der Zauberring oder Harlekin als Spinne (1811)
- Der Zauberkampf oder Harlekin in seiner Heimat (1812)
- Sappho von Mitilene (1812)
- Das Zauberschloss oder Das aufgelöste Rätsel (1814)
- Das Zauberglöcklein (1837)

## Karel Husa
- The Steadfast Tin Soldier (1974)
- Monodrama (1976)
- The Trojan Women (1980)

## Jacques Ibert
- Diane de Poitiers (1933)
- Le Chevalier errant (1934)
- Les amours de Jupiter (1946)
- Le triomphe de la pureté (1950)
- La Licorne - "Het Eenhoorn" (1950) ook onder de titel: "Le Triomphe de Chasteté" bekend

## Akira Ifukube
- SALOME (1948/1987)
- Ballet "Trommen van Japan" (1995)

## Shin'ichirō Ikebe
- Creature (1974)
- Oshichi, She is in the flame (1978)
- Takeru (1979)
- Cleopatra - her love and death (1983)
- "Mobile et Immobile" - Le mirage a l'"Abu-Simbe" (1984)
- Mizu-Kuguru Monogatari (1984)
- To-To Taru, Ichiitai-Sui (1986)
- For the Earth (1989)

## Charles Ives
- Scherzo For Massah Jack (1973)

## Leoš Janáček
- Rákos Rákoczy (1891)

## Vojtěch Matyáš Jírovec
- Gustav Wasa (1811)
- Il finto Stanislao (1818)
- Childerich (1830)
- Die Brigittenau (1832)

## André Jolivet
- Les Quatre Vérités (1940)
- Ballet des étoiles (1941)
- Guignol et Pandore (1943)
- L'inconnue (1950)
- La Naissance de la paix (1950)

## Dmitri Kabalevski
- Gouden oren (1939-1940)

## Lucrecia Kasilag
- Mindanao Myth: "Darangan" (1958)
- March Royale and Moro Ceremonial (1958)
- Noche Buena (1970)
- Halina't Maglaro (1971)
- Negosyante ng Venecia (1977)
- Ibong Adama (1990)
- Putong Pula
- The Bird and the Planter
- Hope Re-Awakening

## Willem Kersters
- Parwati, opus 10 (1956)
- Triomf van de geest, opus 17 (1958)
- Halewijn (1973)
- Uilenspiegel de geus, opus 67 (1976)

## Otto Ketting
- Het laatste bericht (1962)

## Kim Chung Gil
- Chong (Bell) (1983)
- Taeji ŭi sori (Song of the Great Earth) (1984)
- Kalmang (Earnest Desire) (1985)
- Ch'unhyang ŭi sarang (The Love of Ch'unhyang) (1986)

## Franz Kinzl
- Seance (1965)

## Richard Kittler
- Phantastisches Divertimento (1964)
- Der gelbe Vogel (1966)

## Walter Klefisch
- Der Liebesbrief - vrolijke ballet-pantomime naar schilderijen en figuren van Carl Spitzweg, op. 12

## Erland von Koch
- Askungen (Assepoester) (1942)
- Simson och Delila (1963)
- Kasperi (1967)

## Charles Koechlin
- La Forêt païenne (1908-1916)
- La Divine Vesprée (1915-1917)
- L'Ame heureuse (1945-1947)
- Voyages: film dansé (1947)

## Jean-Claude Kolly
- De Gruyères à Château-d’Oex (1998)

## Paul Kont
- Italia Passata (1967)
- Komödie der Unart (1978)
- Il Ballo del Mondo (1980-1982)
- Arkadien
- K (1984)

## Joseph Kosma
- Le rendez-vous (1945)
- Baptiste (1946)
- L’écuyère (1948)
- Le pierrot de Montmartre (1952)
- Un soir aux funambules (1953)
- Hôtel de l'Espérance (1958)
- Paris qui rit, Paris qui pleure (1959)
- Le proscrit (1963)

## Karel Kovařovic
- Hašiš (1884)
- Pohádka o nale zeném štestí (1889)
- Královničky (1889)
- Sedm havrani (1889)
- Na Záletech (1909)

## Leopold Antonín Koželuh
- La ritrovata figlia di Ottone II (1782)
- La tempesta di Telemacco (1798)
- Die Maskerade oder Harlekins verschmitzte Streiche (1799)
- La morte di Ottone II. imperatore
- Ballo zur Krönung Leopolds II. 1791

## Rudolphe Kreutzer
- Paul et Virginie (1806)
- Les Amours d'Antoine et Cléopâtre (1808)
- Le Triomphe du mois de mars (1811)
- Carnaval de Venise, ou la Constance à l'Epreuve (1816)
- Clari ou La Promesse de mariage (1820)

## Jiří Laburda
- Les petits riens (1970)

## Paul Lacôme
- Le Rêve d'Elias (1899)

## Paul Ladmirault
- La Prêtresse de Korydwen (1917)

## Édouard Lalo
- Namouna (1881-1882)
- Néron (1891)

## Ricardo Lamote de Grignon y Ribas
- Somnis (1929)
- El rusc (1930)
- Un prat (1930)
- Divertimento (1936)

## Marcel Landowski
- Le Rire de Nils Halerius (1944-1948)
- Rabelais, François de France (1953)
- Le Ventriloque (1954-1955)
- Abîmes (1959)
- La Leçon d’Anatomie (1964)
- Le Chant de Pavot (1967)
- Concerto pour basson (1968)
- Le Fantôme de l’Opéra (1979)
- Les Hauts de Hurlevent (1982)

## Philip Lane
- Hansel and Gretel (2005)

## David Lang
- Link (1997)
- Plainspoken (2010)

## István Láng
- Hyperbole (1962)
- Mario és a varázsló (Mario en de tovenaar) (1964)

## Max Lang
- Kirke (1943)
- Frau Mab, wer ist sie? (1945)
- Visions en masques (1947)
- La cage d’or (1947-1948)
- Dorian Gray - today (1964)
- Totentanz

## Honoré Langlé
- Stratonice ou Les Sacrifices de l'amour (1786)

## Robert Lannoy
- Pygmalion (1943-1944)

## Lars-Erik Larsson
- Linden (1958)

## Daniel Lazarus
- Zaos et les Nymphes (1920)
- Krischna (1921)
- Le Roseau (1924)

## Ludwig August Lebrun
- Armida
- Adèle de Ponthieu

## Charles Lecocq
- Barbe-Bleue (1898)
- Le Cygne (1899)

## Ernesto Lecuona
- La comparsa (1912)
- Ballet conga

## Benjamin Lees
- Scarlatti Portfolio (1979)

## Wilhelm Legrand
- Das Tirolerfest
- Der Ball
- Der Schwall
- Die Caravanne

## Paul Le Flem
- Kercado (1933)

## Jeanne Leleu
- Jour d'été (1939)
- Nantéos (1947)

## Paul Lincke
- Unter den Linden (1896)
- Champagner-Visionen (1911)

## Wilhelm Lindemann
- Die Frühlingsfee (1937)

## Peter Joseph von Lindpaintner
- Danina, oder Jocko, der brasilianische Affe (1827)
- Zeila ou Le tambour écossois (1830)
- Apollo und Daphne oder Amors Rache (1841)
- Der Geistersohn (1846)
- Zephir et Rose

## Norman Lloyd
- Panorama (1935)
- Opening Dance (1937)
- Inquest (1944)
- Lament (1946)
- Restless Land (1951)

## Hau-Man Lo
- Sinbad and Socerer (1987)

## Dan Locklair
- Scintillations (1986)

## Nikolai Lwowitsj Lopatnikoff
- Melting-Pot

## Raymond Loucheur
- Hop-Frog (1935-1948)

## Ivana Loudová
- Rhapsody in Black (1966-1967)

## Arthur Lourié
- La masque de niege (voor 1922)
- Het feestmaal tijdens de pest (1933)
- Le diable boiteux

## Eleuterio Lovreglio
- King-sse

## Leighton Lucas
- The Wolf’s Ride (1935)
- Death in Adagio (naar Domenico Scarlatti) (1938)
- The Horses (1945-1946)
- Tam O’Shanter (1972-1973)

## Andrea Luchesi
- Arlequin déserteur (Arlequin deserteur devenu magicien, ou Le docteur mari ideal) (1774)

## Jean-Baptiste Lully
- La nuit (1653)
- Les plaisirs (1655)
- Alcidiane (1658)
- La raillerie (1659)
- L’impatience (1661)
- Les saisons (1661)
- Les arts (1663)
- Les noces de village (1663)
- La naissance de Vénus (1665)
- Les gardes (1665)
- Ballet de Créquy ou Le triomphe de Bacchus dans les Indes (1666)
- Les muses (1666)
- Flore (1669)
- La jeunesse (1669)
- Les deux pythiens (1670)
- Le triomphe de l'amour (1681)
- Le temple de paix (1685)

## Alexandre Luigini
- Le rêve de Nicette (1870)
- Ballet égyptien (1874)
- Anges et démons (1876)
- Les Noces d'Ivanovna (1883)
- Le Bivouac (1889)
- Les Écharpes (1891)
- Rayon d'or (1891)
- Rose et Papillon (1891)
- Le Meunier (1892)
- Arlequin écolier (1894)
- Dauritha (1894)

## Hans Christian Lumbye
- Napoli (1842)
- Fjernt fra Danmark eller Et Kostumebal ombord (1860)
- Livjægerne på Amager (1871)

## Elisabeth Lutyens
- The Birthday of the Infanta (1932)
- King Midas (1939)
- Rhadamanthus (1948)

## Guy Luypaerts
- Structures (1961)

## Guy-Philippe Luypaerts
- Kaléidoscope

## Otmar Mácha
- Broučci (1952)

## Miloš Machek
- Cesta kolem světa za 80 dní (1962)

## Elizabeth Maconchy
- Great Agrippa (1933)
- Little Red Shoes (1935)
- Puck Fair (1939-1940)

## Leevi Madetoja
- Okon Fuoko (1930)

## Jef Maes
- Tu auras nom...Tristan (naar Joseph Bédier) (1963)

## Quinto Maganini
- Even hours (1943)

## Yevgeni Petrovitsj Makarov
- Het sprookje van de visser en de vis (1952)

## Jan Maklakiewicz
- Shiwohumi (1934)
- Cagliostro w Warszawie (Cagliostro in Warschau) (1938)
- Złota kaczka (1950)

## Jerzy Maksymiuk
- Metafrazy (1971)
- Habrokomes i Anita (1972)
- In medio vero omnium resident sol (1972)

## Michio Mamiya
- Gion-Festival (1963)

## Romualdo Marenco
- Niccolò de' Lapi ovvero Firenze ai Tempi dell'assedio (1860)
- Lo sbarco di Garibaldi a Marsala e la presa di Palermo (1860/1862)
- Edelina (1862)
- Il Balilla (1863)
- Il Corsaro (1867)
- Nephte (1867)
- Armida (1868)
- Esmeralda (1869)
- Giuditta (1869)
- Amore e Arte (1870)
- Emma Florians alla corte del Portogallo (1870)
- Flora, la regina dei Fiori (1870)
- Bianca di Nevers (1870)
- La danzatrice (1870)
- I sette peccati capitali (1872)
- Farfallina (1872)
- La Tentazione (Ermanzia) (1874)
- Giuditta (1874)
- Sieba o La spada di Wodan (1877)
- Day-Sin (1878)
- L'astro degli Afghan (1878)
- Delial (1880)
- Excelsior (1880-1881)
- Daï-Natha (1881)
- Vittorio Amedeo II (1881)
- Vera (1881)
- La Sirena (1882)
- Metempsicosis (1884)
- Amor (1886)
- Rolla (1886)
- Lagardére (1886)
- Annibale (1887-1888)
- Teodora (1887)
- Haydee (1891)
- Zarica (1891)
- Sport (1896-1897)
- Bacco e Gambrinus (1903)
- Luce (1905)

## Frank Martin
- Das Märchen vom Aschenbrödel (Cendrillon) (1941)
- Une Danse des morts à Bâle (Ein Totentanz zu Basel) (1943)

## Tauno Marttinen
- Dorian Grayn muotokuva (A Portrait of Dorian Gray) (1969)
- Lumikuningatar (Snow Queen) (1970)
- Beatrice (1970)
- Päivänpäästö (The Sun out of the Moon) (1975-1977 / 1983)
- Ruma ankanpoikanen (The Ugly Duckling) (1976 / 1982-1983)

## Martín Matalon
- Rugged lines (1997)

## Isao Matsushita
- Minasoko-no-kan (2002)
- Togakushi Story (2004)

## Robert Guyn McBride
- Show Piece (1937)
- Punch and the Judy (1941)

## John McCabe
- The Teachings Of Don Juan (1973)
- Mary Queen of Scots (1975)
- Shadow-Reach (1978)
- Die Fenster (1980)
- Edward II (1995)
- Arthur, Part I: Arthur Pendragon (1999)
- Arthur, Part II: Mort d'Arthur (2001)

## Frank McCarty
- Climbing The Waltz (1984)
- General Admission (1984)

## Edward McGuire
- Peter Pan (1989; rev.1995)
- Defying Fate (Tian Di Yuan) (2005)

## Tilo Medek
- Tanzstudie (1963)
- Porträt eines Tangos (1968)
- David und Goliath (1972)

## André Mehmari
- Soprador de Vidro (1998)
- Sete (1999)
- Atmosferas (2006)
- Ballo (2009)

## Étienne Nicolas Méhul
- Le Jugement de Pâris (1793)
- La Dansomanie ballet (1800)
- Les Amazones ou la Fondation de Thèbes

## Boris Mersson
- Der Spiegel (1968)

## André Messager
- Les deux pigeons (1886)
- Scaramouche (1893)
- Le chevalier aux fleurs (1896)

## Erik Meyer-Helmund
- Münchener Bilderbogen (1910)
- Der Berggeist (Rübezahl)

## Georges Migot
- Hugoromo (1920-1921)

## Minoru Miki
- Mitsuyama Bansho - a dance drama (1979)
- From the Land of Light (1987)

## Malloy Miller
- Koshare (1958-1959)

## Léon Minkus
- Don Quichot
- La Bayadère
- Paquita

## Akira Miyoshi
- The Tale of Bamboo Cutter (Taketori Monogatari) (1990)

## Hans Moeckel
- Ballett zum "Rhyn im Elsass"
- Die fromme Helene
- Frühlingsfieber op. 33
- Das gläserne Herz
- Die roten Schuhe ein Tanzspiel
- Tredeschin, op. 29
- Valses fantastiques - Fantastische Walzer

## Carl Christian Møller
- Fra Sibirien til Moskov (Van Siberië tot Moskou) (1876)

## Gunner Møller Pedersen
- Kranballetten (1981)

## Léon Moeremans
- Les Fiancailles de Flore

## Robert Moevs
- Endymion (1948)

## Richard Mohaupt
- Die Gaunerstreiche der Courasche (1936)
- Max und Moritz (1949)
- Der Weiberstreik von Athen (1957)

## José Pablo Moncayo García
- Tierra (1956)

## Vicente Moncho
- El Regreso de Anaconda (1982)

## Stanisław Moniuszko
- Monte Christo (1866)
- Na kwaterunka/Na kwaterze (In het Kwartier) (1868)

## Douglas Stuart Moore
- Greek Games (1930)

## Edvard Moritz
- Die Dschinnijah, op. 31

## Jean-Joseph Mouret
- Les Amours des dieux (1727)
- Le Triomphe des sens (1732)

## Wolfgang Amadeus Mozart
- Les petits riens
- naar de opera Don Giovanni heeft het Nationale Ballet een ballet gemaakt

## Dominic Muldowney
- The Brontës (1994)

## Nicolas Nabokov
- Ode: Méditations sur la majesté de Dieu (1928)
- Les Valses de Beethoven (1933)
- La Vie de Polichinelle (1934)
- Union Pacific (1934)
- The Last Flower (1941)
- Don Quixote (1966)

## Tatsuhiko Nakahara
- Night on the Galactic Railroad (2007)
- At the end of winter (2009)

## Noriko Nakamura
- Transformation of Flowers (Sakura-Metamorphosis) (1994)

## Shigenobu Nakamura
- takatano (2002)

## Lelo Nazário
- Transformations (1976-1977)
- Paralelas (1999)
- Dança da Água e da Paz (2001)

## Ron Nelson
- Dance in Ruins (1954)

## Joseph Nesvadba
- Der Rekrut (1869)

## James Niblock
- Ballet (2005)

## David Noon
- Labyrinth
- The Triumph of Terpsichore

## Arne Nordheim
- Katharsis (1962)
- Kimaere (1963)
- Stages (1971)
- Stoolgame (1974)
- Strender (Beaches) (1974)
- Ariadne (1977)
- The Tempest (1979)

## Per Nørgård
- Den unge mand skal giftes (1964-1968)
- Tango Chikane (1967)
- Kropsdrøm (Body Dream) (1984)
- Tre søskende (Three Siblings) (1985)
- Ildnatten (1986)

## Alex North
- Pre-Classic Suite (1933)
- Speaker (1935)
- Ballad in A Popular Style (1936)
- War-Monger (1936)
- War Poem/War is Beautiful (1937)
- Slaughter of the Innocents (Madrid 1937) (1937)
- Facade - Espozione Italiana (1937)
- American Lyric (1937)
- Figure of Bewilderment (1939)
- Lupe (1940)
- Golden Fleece (1941)
- Rhapsody USA - Square Dance in Jazz (1941)
- Prelude; Will-o-Wisp; Trineke (1941)
- Clay Ritual (1942)
- Wall St. Ballet (1953)
- Daddy Long Legs Dream Ballet (1955)
- Le Mal de Siècle (Souvenirs of Another Generation) (1958)

## Feliks Nowowiejski
- Malowanki ludowe, op. 30
- Król wichrów (Tatry), op. 37

## Gösta Nystroem
- Ishavet - La mer arctique (1925)
- Ungersvennen och de sex prinsessorna (1950)

## Jacques Offenbach
- Gaité Parisienne (een soort Moulin Rouge uitvoering)
- Hoffmans Vertellingen (sprookjes op ballet muziek gezet)
- Le Papillon = de Vlinder

## Juan Orrego-Salas
- Juventud, op. 24 (drieluik) (1948)
- Umbral de Sueño (1951)
- The Tumbler's Prayer (El Saltimbanqui) (1960)

## Leroy Osmon
- A Sea of Seven Colors
- The Garden of Earthly Delights

## David Ott
- Visions; The Isle of Patmos (1988)

## Joseph Henry Ott
- King Solomon and the Bee (1961)
- The Gallant Tailor (1962)
- Mob of the Heart (1962)
- Liberty (1964)

## Tadeusz Paciorkiewicz
- Legenda Warszawy (1959)

## José Rafael Pascual Vilaplana
- La Pedra Filosofal (1996)

## Jan Pavel
- Zlatý klíč

## Iván Patachich
- Fekete-fehér (1958)
- Bakaruhában (1963)
- Mngongo mlába (1967)
- Möbius tér (1980)

## Jiří Pauer
- Ferda Mravenec (Ferda de mier) (1975)

## Jakob Mathias Pazeller
- Isis, op. 178

## Louis-Luc Loiseau de Persuis
- Le Retour d'Ulisse (1806)
- L'Épreuve villageoise ou André et Denise (1815)
- L'heureux Retour (1815)
- Le Carnaval de Venise ou La Constance à l'épreuve (1815-1816)
- Les Dieux rivaux ou Les Fêtes de Cythère (1816)

## Andrej Pavlovitsj Petrov
- De stationschef (1955)
- Берег надежды (Kust van de Hoop) (1957-1959)
- Сотворение мира (De Schepping van de wereld) (1968-1971)
- Пушкин. Размышления о поэте (Poesjkin. Reflecties over de dichter) (1978)
- Мастер и Маргарита (De meester en Margarita) (1987)

## Phoon Yew Tien
- Tang Huang (1985)
- Madhouse (1985)
- Xi Fang Ping (1986)
- Nu Wa (1988)
- Dances Of Singapore (1990)
- The Homing Fish (1993)
- Meditation Of A Poet (1999)

## Tobias Picker
- Awakenings (2010)

## Werner Pirchner
- Kammer-Symphonie - Soireé Tyrolienne (1980-1984)
- Two War- and Peace-Choirs (1986)
- Oedipus (1989)
- Der Weibsteufel (1991)

## Paul Amadeus Pisk
- Der große Regenmacher (1931)

## Walter Piston
- The Incredible Flutist (1938)

## Anton Plate
- Asbain (1977)

## Amilcare Ponchielli
- Le due gemelle (1873)
- Dans der uren (1876) (uit zijn opera La Gioconda)

## Geoffery Poole
- Forcefields (1980)

## Marcel Poot
- Paris et les trois divines - Paris in verlegenheid (1933)
- Camera (1937)
- Pygmalion (1957)

## Archibald James Potter
- Careless Love (1959)
- Caitlín Bhocht (1963)

## Francis Poulenc
- Les biches

## Sergej Prokofjev
- Ala i Lolli, Op. 20 (1914-5), opgenomen in het orkestwerk Scythische Suite
- Chout (Het verhaal van de clown), Op. 21 (1915, revisie 1920)
- Trapeze, Op. 39 (1924)
- Le Pas d'acier (De stalen trap), Op. 41 (1925-6)
- L'enfant prodigue (De verloren zoon), Op. 46 (1928-9)
- Sur le Borysthène (Aan de Dnjepr), Op. 51 (1930-1)
- Romeo en Julia, Op. 64 (1935-36)
- Cinderella, Op. 87 (1940-44)
- De stenen bloem, Op. 119 (1948-53)

## Qu Xiao-Song
- Cursive: A Trilogy (2001-2005)

## James Joseph Quinn
- Requiem for a Slave
- A Clash of Kings
- Tale of a Square dance
- Street Dancer
- Ritual - D

## Santiago Arnaldo Quinto Serna
- La Diablesa (2005)

## Justin Raines
- Breaking Away
- Emergence

## David Rakowski
- Boy in the dark (1996)

## Ture Rangström
- Fröken Julia (1947)

## György Ránki
- Pázmán lovag (1956)
- 1514 (1961)
- Cirkusz (Circus) (1965)
- A varázsital (Der Wundertrank) (1975)

## Alan Raph
- Trinity (1970)

## Elisabeth Raum
- The Green Man (1993)
- Prelude to Parting (1994)

## Maurice Ravel
- Daphnis et Chloé (1912)

## François Rebel
- Iphis et Iante (1738)
- Ismène (1747)
- Le Prince de Noisi (1748-1749)
- Les Génies tutélaires (1751)

## H. Owen Reed
- The Masque of the Red Death (1936)

## Ottorino Respighi
- La boutique fantasque (1919)
- Scherzo veneziano (1920)
- Belkis, regina di Saba (1932)

## Silvestre Revueltas
- El Renacuajo Paseador (1933)
- Troka (1933)
- La Noche de los Mayas (1939)
- La Coronela - (De vrouwelijke Colonel) (1940)

## Ernest Reyer
- Sacountalâ (1858)

## Emil Nikolaus von Rezniček
- Das goldene Kalb (1935)

## Phillip Rhodes
- About faces ballet (1970)

## Franz Richter Herf
- Terraluna (1965)

## Marga Richter
- Abyss (1964)
- Bird of Yearning (1967)

## Wallingford Riegger
- Bacchanale (1931)
- Evocation (1933)
- Candid (1937)
- Case History Number...... (1937)
- Trojan Incident (1938)
- To the Dance (1939)
- With My Red Fires (1939)
- Ballet for Band (1940)
- Pilgrim's Progress (1941)
- Chronicle
- Trend

## Knudåge Riisager
- Benzine (1928)
- Cocktails party (1930)
- Darduse (1935-1936)
- Slaraffenland (1936-1940)
- Quarrtsiluni (1938-1942)
- Tolv med Posten (Twaalf met de post) (1939)
- Fugl Fønix (1944-1945)
- Etudes (senere benævnt Etudes) (1947)
- Månerenen (1956)
- Stjerner (1958)
- Les Victoires de l'Amour, naar "Le Triomphe de l'Amour" (1681) van Jean-Baptiste Lully (1958)
- Fruen fra havet (1959)
- Ballet Royal (1967)
- Svinedrengen (1968)

## Josef Rixner
- Die bunte und die weiße Feder

## Richard Rodgers
- Slaughter on Tenth Avenue (1936)
- Ghost Town (1939)

## Joaquín Rodrigo Vidre
- Pavana real (1955)

## Robert Xavier Rodríguez
- Favola Concertante (1975, rev.1977)
- Estampie (1981)
- The Seven Deadly Sins (1984)
- Meta 4 (1994)

## Robert Rollin
- Cityscapes (1995)

## Elena Romero Barbosa
- Títeres (1950)

## Gustav Roob
- Paní Modrovouska (Vrouw Modrovouska) (1910)
- Frýdštejn (1917)
- Z mé duše (Vanuit het ziel) (1918)
- Bílý páv (1926)

## Joseph Guy Ropartz
- Prélude dominical et 6 pièces à danser pour chaque jour de la semaine (1928-1929)
- L’indiscret (1931-1932)

## Hilding Rosenberg
- Orfeus i sta'n (1938)
- Salome (1963)
- Sönerna (1964)

## Christopher Rouse
- Friandises (2005)

## Steve Rouse
- Between Stillness (2008)

## Albert Roussel
- Le festin de l'araignée (1913)
- Bacchus et Ariane (1931)
- Aeneas (1935)

## Miklós Rózsa
- Hungaria (1935)

## Anton Rubinstein
- Der Wein (1892)

## Tadd W. Russo
- Responding Rock (1998)

## William Russo
- The World of Alcina (1954)
- The Golden Bird (1984)
- Listen Beneath

## Stellan Sagvik
- Herr Trullsings dröm (1972)
- Det förlorade steget (1976)
- Ennarike (1977)
- Ritualen (1977)
- Guenilles des Jogleurs (1977)
- Tittaren/Le Voyeur (1978)
- Eulidyke Alv (1978)
- Paidsomenest (1986-1989)

## Camille Saint-Saëns
- De stervende zwaan

## Antonio Salieri
- Pafio e Mirra ossia I prigionieri di Cipro (1778)

## David Saliman-Vladimirov
- Fliege - Zokotuche

## Matilde Salvador Segarra
- El segoviano esquivo (1953)
- Sortilegio de la luna (1955)
- Blancanieves (1956)
- El ruiseñor y la rosa (1958)

## Giovanni Battista Sammartini
- Antigone (1752)
- Demofoonte, 2e versie (1753)
- Ciro in Armenia (1753)
- Lucio in Vero (1753-1754)
- Il trionfo d'amore (1773)

## Robert Levine Sanders
- L'Ag'ya (1937-1938)

## Sven-David Sandström
- Admorica = Det stora vemodet (1985)
- Convivere (1985)
- Nimrud (1986)
- Den elfte gryningen (De elfde dageraad) (1988)
- Ayas öga - Balettverk för Per Jonsson (1991)

## José Joaquín Sanjuán Ferrero
- Inma Cortés de Alcoy

## Jerzy Sapieyevski
- Clio's triumpf (1997)

## László Sáry
- Imago Mundi (1996)

## Erik Satie
- Upsud (1892)
- Les Pantins dansent (1913)
- Parade (1916-1917)
- La Belle Excentrique (1920)
- Mercure (1924)
- Relâche (1924)

## J. Mark Scearce
- The Kreutzer Sonata (2000)
- Ouroboros (2002)

## Louis Alexander Balthasar Ludwig Schindelmeisser
- Diavolina (1860)

## Florent Schmitt
- La tragédie de Salomé (1907)
- Une semaine du petit elfe "Ferme-l'Oeil" (1923)
- Reflets (1932)
- Oriane et le prince d'amour (1932-1933)
- Jardin Secret (1953)

## Peter Schneeberger
- Der Kleine Prinz (Le petit Prince)

## Max Schönherr
- Hotel Sacher (1957)

## Bernard Schulé
- La boîte de Pandore (1946)
- Melos (1948)

## Ervín Schulhoff
- Ogelala (1922-1924)
- La Somnambule (Die Mondsüchtige) (1925)

## Gunther Schuller
- Traitor (1957)
- Variants (1960)

## William Schuman
- Undertow (1945)
- Night Journey (1947)
- Voyage for a theater (1953)
- The Witch of Endor (1965)

## Ira P. Schwarz
- Jacob's ladder (1987)
- DreamDance

## Patrice Sciortino
- Hidden Rites uit "Les Cyclopes" (1973)
- Edgar Poe (1980)

## Peter Sculthorpe
- Sun Music (1968)

## Oliver Searle
- The Giant's Daughter (2005)

## Karel Richard Šebor
- Z kouzelné říše

## Tibor Serly
- Vacant chair (ook: Mischianza ball) (1937)
- Ex machina (1943)
- Cast out (1973)

## Bright Sheng
- The Nightingale and the Rose (2007)

## Hifuni Shimoyama
- Tale of Genji (Sprookje van Genji) (1999)

## Elie Siegmeister
- A Cycle of Cities (1974)
- Fables from the Dark Wood (1975-1976)

## Roberto Sierra
- El Contemplado

## Nikolaos Skalkottas
- Het meisje en de dod (1938)
- Dansensuite (1948)
- De Zee (1949)

## Leo Smit
- Yerma: ballet for Valerie (1946)
- Virginia Sampler (1947/1960)

## Ethel Mary Smyth
- Fête galante (1921-1922)

## Joseph-François Snel
- Frisac ou La double noce (1825)
- Le page inconstant (1825)
- Le cinq juillet (1825)
- Pourceaugnac (1826)
- Les petites danaïdes ou quatre-vingt-dix-neuf victimes (1828)
- L'enchantement de Polichinelle (1829)
- Les barricades (1830)
- Les 23, 24, 25, 26 septembre

## Eddy Snijders
- Anansie torie (1959)

## Harry Somers
- The Fisherman and His Soul (1956)
- Ballade (1958)
- The House of Atreus (1963)
- AND (1969)

## Petko Stainoff
- Rachenitsa (1971)

## Robert Starer
- The Story of Esther (1960)
- The Dybbuk (1960)
- Samson Agonistes (1961)
- Phaedra (1962)
- The Lady of the House of Sleep (1978)

## Leon Stein
- Exodus

## Louis Stewart
- Water and Stone (1989)
- Beat Café (1993)
- Mutable Grounds

## Erik Stifjell
- LIV (2002)
- Ensom i Tosomheten (Lonely in a couple) (2004)
- Stormen (The Tempest) (2004)
- UR (2004)

## William Grant Still
- La Guiablesse (1927)
- Sahdji (1930)
- Lenox Avenue (1937)
- Miss Sally's Party (1940)

## Veselin Stojanov
- Papesa Joanna

## Oscar Straus
- Colombine (1904)
- Die Prinzessin von Tragant (1912)

## Johann Strauss
- Aschenbrödel (alleen fragmenten - door Josef Bayer voltooid) (1901)

## Richard Strauss
- Josephs legende (1912–1914)
- Schlagobers (1921–1922)

## Igor Stravinsky
- De Vuurvogel (L'oiseau de feu, 1910) (*)
- Petroesjka (1911) (*)
- Le Sacre du printemps (1913) (*)
- Le Chant du Rossignol (1920)
- Les Noces (1914–1923)
- Le baiser de la fée (1928) (herz. 1950)
- Jeu de cartes (1936)
- Scènes de ballet (1944)
- Orpheus (1947)
- Agon (1953–1957)

## Hubert Stuppner
- Pierrot und Pierrette (1984)

## Koichi Sugiyama
- Ballet “Dragon QUEST” (1995)
- Blue insect of ballet “lost child for child”

## Arthur Sullivan
- L'Île Enchantée (1864)
- Victoria and Merrie England (1894)

## Carlos Surinach
- Ritmo Jondo uit «Flamenco» (1953)
- Embattled Garden (1958)
- Acrobats of God (1960)
- David and Bath-Sheba (A Place in the Sun) (1960)
- Apasionada (1961)
- Feast of Ashes (1962)
- Los Renegados (1965)
- Venta Quemada (1966)
- Agathe’s Tale (1967)
- Suite Espagnole (1970)
- Chronique (1974)
- The Owl and the Pussycat (1978)
- Bodas de Sangre (Blood Wedding) (1979)
- Quimera (1989)

## Johan Svendsen
- Foraaret kommer - En festballett (1892)

## Germaine Tailleferre
- Le marchand d'oiseaux (1923)
- Paris-Magie (1948)
- Quadrille (1949)
- Parisiana

## Jenő Takács
- Nilusi Legenda - Egyptisch liefdesverhaal (1940)

## Eino Tamberg
- Johanna tentate (1971)

## Alexandre Tansman
- Le jardin du paradis (1922)
- Sextuor (wersja radiowa) (1923)
- Le cercle éternel (1929)
- Bric-à-brac (1935)
- La grande ville (1935)
- He, She and I (1946)
- Le train de nuit (1951)

## Christopher Theofanidis
- Artemis (2003)

## Frode Thingnæs
- Flåklypaballetten (1982)

## Augusta Read Thomas
- Helios Choros (Sun God Dancers) (2006-2007)
- Dream Threads (2008)

## Francis Thomé
- La Bulle d’amour (1898)

## Virgil Garnett Thomson
- Filling-Station

## Francis Thorne
- Prufrock (1974)
- Echoes from Spoon River (1976)

## Harry Tierney
- Prelude to a Holiday in Hong Kong

## Frederick Tillis
- Secrets of the African Baobob Tree (1976)

## Kunio Toda
- Salome in Studio (1951)

## Shigeo Tono
- No More Hiroshimas

## Henri Tomasi
- Vocero (1932)
- La Rosière du village (1933)
- La Grisi (1935)
- Boîte de nuit (1937)
- Les Santons (1939)
- Féerie Laotienne (1950)
- Le Noces de Cendres (1952)
- Les Folies mazarguaises (1953)
- Jabadao (1960)
- Dassine, sultane du Hoggar (1961)
- Nana (1962)
- L'Eloge de la Folie (1965)

## Ernest Tomlinson
- Aladdin

## Matthew Tommasini
- Passage (2006)

## Michael Torke
- Ecstatic Orange (1985)
- Black & White (1988)
- Slate (1989)
- The Contract (2002)
- An Italian Straw Hat (2004)

## Bramwell Tovey
- The Snow Queen (1986)

## Joan Tower
- Stepping Stones (1993)

## Václav Trojan
- Sen noci svatojánské (A Midsummer Night' s dream) (1982)
- Princ Bajaja (Prins Bajaja) (1986)

## Pjotr Iljitsj Tsjaikovski
- Het zwanenmeer (1877)*
- De schone slaapster (1890)
- De notenkraker (1892) *

## Aleksandr Tsjerepnin
- Training (1922)
- Ajanta-Fresken (1923)
- Der fahrende Schüler mit dem Teufelsbannen (1937)
- Trepak (1937)
- Rasins Legende (1940-1941)
- Déjeuner sur Pherbe (1945)
- Chota Rostaveli  (1945) (samen met: Arthur Honegger en Tibor Harsányi)
- Die Frau und ihr Schatten (1948)
- Der Abgrund (1953)

## Mark-Anthony Turnage
- Blood on the Floor (2002)
- From All Sides (2005-2006)
- Undance (2011)

## Geirr Tveitt
- Baldurs Draumar - Baldur's Dreams
- Husguden - The House God

## Alfred Uhl
- Rondeau (1949)

## Dalibor Vačkář
- Schwanda, the Bagpiper (1958-1959)
- The Midsummer Nights Dream (1960-1961)

## David van Vactor
- The Play of Words (1931)
- Brass Octet (1963)
- Dance Contrasts (1961)

## Michael Valenti
- Conversations

## Leonardo Velázquez
- Gorgonio Esparza (1957)
- Tres juguetes mexicanos (1958)
- El fuego nuevo (1968)

## Carl Verbraeken
- De zeven elfjes (1984)

## Matthijs Vermeulen
- De Vliegende Hollander (1930)

## Paul Vidal
- Fête russe (1893)
- La maladetta (1893)
- L'Impératrice (1901)
- Zino-Zina (1906)
- Ballet de Terpsichore (1909)

## Carl Vine
- 2 Short Circuits (1971)
- Incident at Bull Creek (1977)
- Tip - 961 Ways to Nirvana (1977)
- Poppy (1978, rev.1981)
- Everyman's Troth (1978)
- Scene Shift (1979)
- Knips Suite (1979)
- Kisses Remembered (1979)
- Return (1980)
- Missing Film (1980)
- Donna Maria Blues (1981)
- Daisy Bates (1982)
- A Christmas Carol (1983)
- Suite from Hate (1985)
- Prologue and Canzona (1987)
- Legend Suite (1988-1990)
- On The Edge (1989)
- The Tempest (1991)
- Beauty & The Beast (1993)
- Mythologia (2000)

## Gilbert Vinter
- For Love or Money

## Kevin Volans
- Duets (1995) (samen met: Matteo Fargion)
- Things I Don't Know (1997-1998)
- Zeno at 4 am (2000-2001)
- Confessions of Zeno (2002)

## Pavel Vranický
- Die Weinlese (1794)
- Zephir und Flora (1795)
- Das Waldmädchen (1796)
- Cyrus und Tomyris (1797)
- Die Luftfahrer (1797)
- Zemire und Azor  (om 1800)
- Die Waise der Berghöhle (1800)
- Das Urteil des Paris (1801))
- Der Raub der Sabinerinnen (1803-1804)
- Zufriedenheit mehr als Reichtum (1804-1805)
- Zelina und Gorano (1806)

## Fried Walter
- Cleopatra
- Der Pfeil

## Daniël Wayenberg
- Solstice (1955)

## Kurt Weill
- Die sieben Todsünden (1933)

## Jaromir Weinberger
- Únos Evelynion (Die Entführung der Evelyne) (1915)
- Saratoga (1941)

## John Jacob Weinzweig
- The Whirling Dwarf (1937)
- Red Ear of Corn (1949)

## Judith Weir
- HEAVEN ABLAZE in His Breast (1989)

## Harri Wessman
- Satumaan Päivikki (Päivikki of Fairyland) (1987)

## Wilfried Westerlinck
- Als in een zwijgend laken (1998)
- Canzone Bucolico (2001)

## Clarence Cameron White
- A Night in Sans Souci (1933)

## William G Whittaker
- The Boy Who Didn't Like Fairies (1934)

## Ian Whyte
- Donald of the Burthens (1951)
- Goblin Haa
- The Trout

## Alec Wilder
- The Juke box

## Margaret Lucy Wilkins
- Stringsing (1992)
- L'Attente (1994)

## Malcolm Williamson
- The Display (1963)
- Sun into Darkness (1966)
- Perisynthion (1974)
- Heritage (1985)

## Thomas Wilson
- Embers of Glencoe (1973)

## Klaus Wüsthoff
- Camping (1969)
- Kuscheltierkonzert (1997)
- Die Regenfee
- Modern-Jazz-Ballett
- Vier Straßenszenen
- Zille sein Milljöh

## Iannis Xenakis
- Kraanerg of Kranergon (1969)

## Kosaku Yamada
- Buyoshi ga Yomigaeru (Dance Poems will come back to Life again) (1918)

## Vladymyr Joerovsky
- Die scharlachroten Segel (Russisch: "Алые паруса") (1942)
- Onder de hemel van Italië (1952)
- Vor der Morgendämmerung (1961)

## Bernd Alois Zimmermann
- Musique pour les soupers du Roi Ubu (1966)

## Ellen Taaffe Zwilich
- Tanzspiel (1983)